# Don Alden Adams

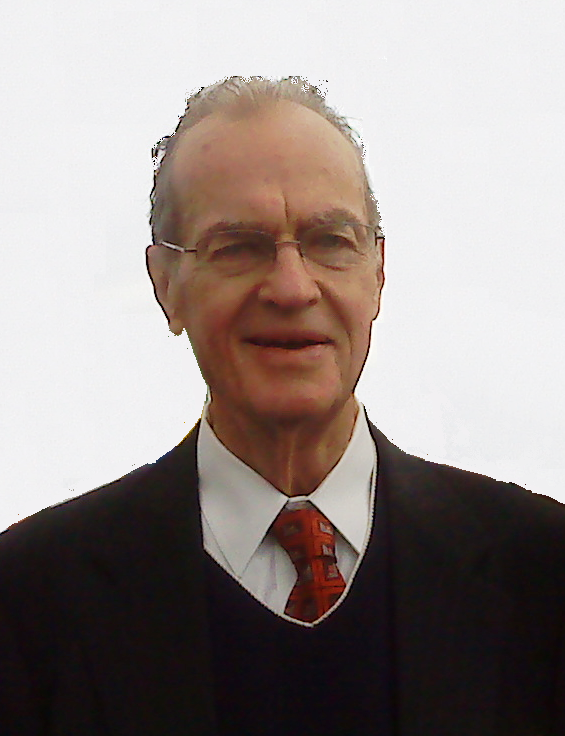
Don Alden Adams

Don Alden Adams was de zesde president van het Wachttoren-, Bijbel- en Traktaatgenootschap, de officiële naam van wat voorheen het kerkgenootschap van Jehova's getuigen was.
Adams werd rond 1925 geboren in Oak Park (Illinois) (Verenigde Staten) en groeide op in een groot gezin. Zijn familie was oorspronkelijk verbonden aan de episcopale kerk. Zijn moeder raakte geïnteresseerd in de leerstellingen van Jehova's getuigen en ontwikkelde eenzelfde belangstelling bij haar kinderen. In het begin had zijn vader geen enkele belangstelling. Adams werd pionier (volle-tijd evangelist) en werd daarom vrijgesteld van militaire dienst. Een jongere broer werd hiervan niet vrijgesteld. Dit leidde ertoe dat zijn vader zich in de rechtszaak van de zoon tegen de staat mengde. Later hielp hij ook andere Jehova's getuigen met soortgelijke gevallen. Op deze wijze raakte hij meer en meer geïnteresseerd in de leerstellingen en jaren later liet hij zich dopen als een Jehova's getuige.
Adams en twee broers vertrokken naar New York om daar op het hoofdbureau van het Wachttorengenootschap te werken. In de loop der jaren vervulde hij verschillende functies in de organisatie. Zo was hij ooit secretaris van Nathan Knorr (de derde president van het Wachttorengenootschap) en stuurde hij het wereldwijde zendelingenwerk van Jehova's getuigen aan. Hij had ook bestuurlijke taken en bezocht diverse plaatsen op aarde op inspectiereizen met zijn vrouw.
Eind 2000 werd Adams gekozen als opvolger van Milton George Henschel, zijn voorganger in de functie president van het Wachttorengenootschap. Dit was een opmerkelijke koerswijziging van het genootschap, omdat Adams niet belijdt te behoren tot de 144.000 "gezalfden", terwijl dit voorheen een vereiste was voor het presidentschap en andere hoge bestuursposten. In 2016 werd hij opgevolgd door Robert Ciranko.